# 浅野入我
浅野 入我 （あさの　にゅうか、生没年不詳）は、江戸時代後期の俳人である。

## 略歴
弘化年間の人物であり、上州（現在の群馬県）甘楽郡出身で、初め雲洞後に勇右衛門と号した。『俳諧海南人名録』では俳歌に「吹せたき葎には来す春風」とある。